# Акнисте
Акнисте (произношение) (на латвийски: Aknīste) е град в южна Латвия, намиращ се в историческата област Земгале и в административния район Йекабпилс. Градът се намира на 135 km от столицата Рига. От 1991 г. Акнисте е със статут на град. Населението му е 1031 жители (по приблизителна оценка от януари 2018 г.).